# Paragorgia arborea
Paragorgia arborea är en korallart som först beskrevs av Carl von Linné 1758.  Paragorgia arborea ingår i släktet Paragorgia och familjen Paragorgiidae. Det är osäkert om arten förekommer i Sverige. Inga underarter finns listade i Catalogue of Life.